# A.B.C-Z Early summer concert
『A.B.C-Z Early summer concert』（エー.ビー.シー-ズィー アーリー サマー コンサート）は、2015年10月28日にポニー・キャニオンから発売したA.B.C-Zの6枚目の舞台・コンサート作品。
総合演出：河合郁人、振付：五関晃一、映像監督：戸塚祥太、グッズ監修：橋本良亮、アクロバットコーディネーター：塚田僚一。メンバーが中心となって作り上げた夏コンサートの映像作品。
初回限定盤(Blu-ray Disc)、初回限定盤(DVD 2枚組)と通常盤(Blu-ray Disc)、通常盤(DVD)の4形態リリース。

## 収録内容
収録内容は初回・通常共に同じである。
A.B.C-Z Early summer concert 2015代々木第一体育館コンサート映像(2015/5/31収録)
1. Overture
2. Vanilla
3. メクルメク
4. A.B.C-Z LOVE
5. Summer上々!!
6. 渚のBack In Your Heart
7. ドラマ（戸塚祥太ソロ）
8. We’re Fighters（五関晃一ソロ）
9. どこまで Happy!!!
10. Like A Blow & My life
11. SPACE TRAVELERS
12. ずっとLOVE
13. Attraction!
14. BAD BOYS（Sexy Zoneの曲）
15. 未来は明るいかい?（河合郁人ソロ）
16. MC
17. Shower Gate
18. In The Name Of Love ~誓い
19. Twinkle Twinkle A.B.C-Z
20. 愛のかたまり~Stay with me（橋本良亮ソロ）
21. DARKNESS (LOVEです☆ver.) （塚田僚一ソロ）
22. ボクラ~LOVE&PEACE~
23. Finally Over
24. 僕らのこたえ~Here We Go~
25. BIG STAR
26. Naked
27. InaZuma☆Venus
28. 特別な君へ
29. 5 Door コーナー
30. Za ABC〜5stars〜
31. Legend Story
32. Shower Gate

## 特典

### 初回限定盤
1. 特典映像｢A.B.C-Z Early summer concert｣Document movie(代々木第一体育館＆大阪城ホール)
2. スペシャルフォトブック(32P)

### 通常盤
初回封入特典：オリジナルポストカード6枚セット(ソロ5枚+集合1枚)